# Marx Kallmann
Marx Kallmann (* 26. März 1795 in Kochendorf; † 1865 in Lehrensteinsfeld) war ein Rabbiner.

## Leben
Ma(r)x Bär Kallmann wurde im März 1795 als Sohn des Rabbiners Löw Kallmann (gest. 1825) und dessen Ehefrau Edel Joseph in Kochendorf bei Heilbronn geboren. Er studierte bei Seckel Löb Wormser in Michelstadt und fünfeinhalb Jahre bei Joseph Maier in Schnaittach. Von 1830 bis 1833 folgte ein Studium in Heidelberg. 1834 bestand Max Kallmann die erste württembergische Staatsprüfung für das Lehramt. Ab Juni 1834 war er Rabbinatsverweser in Buttenhausen. Seit 1841 war er Bezirksrabbiner dort. 1858 wurde er Bezirksrabbiner in Lehrensteinsfeld und trat im Frühjahr 1861 in den Ruhestand.
Max Kallmann starb im Alter von 70 Jahren in Lehrensteinsfeld. Er wurde auf dem Jüdischen Friedhof Neckarsulm begraben. Er war seit Dezember 1842 mit Jette Hechinger (geb. 1811) aus Bayreuth verheiratet.